# ALSEP
ALSEP (Apollo Lunar Surface Experiments Package, dansk: Apollo eksperimentpakke til måneoverfladen) omfatter videnskabelige instrumenter placeret af astronauter ved landingsstederne for de fem Apollomissioner (Apollo 12, 14, 15, 16 og 17) der landede på Månen efter Apollo 11. Apollo 11 efterlod en lignende pakke kaldet EASEP (Early Apollo Scientific Experiments Package).

## Atomkraft
ALSEP var i brug længe efter at astronauterne havde forladt Månen. På måneoverfladen er der sollys i 14 dage og mørkt i 14 dage. Dette forhold gjorde at ALSEP ikke kunne bruge solceller, så de benyttede SNAP-27-radioisotopgeneratorer med 3,9 kg 238Pu i hver. Plutoniummet gjorde at ALSEP-instrumenterne kunne virke helt til 30. september 1977, da man af sparehensyn slukkede for dem. Effekten var 27 W i begyndelsen.

## Kommunikation
Set fra Månen vil Jorden hverken "stå op" eller "gå ned". Jorden vil konstant have den samme retning og højde over horisonten. Det gør det nemt at kommunikere med jordstationen. Alle instrumenternes data blev via kabler samlet i Central Station, der havde en retningsbestemt S-båndsantenne til at uploade målingerne. Hver ALSEP's daglige målinger blev gemt på et magnetbånd, kaldet ARCSAV. ALSEP's data er arkiveret på flere tusinde ARCSAV-bånd, som eftertiden har haft svært ved at aflæse. Først og fremmest er det forældede fil-formater, dernæst kræver de udgåede båndmaskiner til at kunne aflæse dem. Nogle af dem er 7-spors- og andre 9-sporsbånd. Datidens konverteringer har desuden skabt anomalier, der gør det svært at bruge dataene. Endelig har tidens tand separeret det magnetiske datalag fra resten af båndene, så en del af magnetbåndene er ubrugelige. Derudover er mange ARCSAV blevet fejlarkiveret..

## Laserreflektor
Et enkelt instrument er dog uafhængig af elektricitet og datatransmission. Det er laserreflektoren LRRR (Lunar Ranging Retro Reflector) på Apollo 11, 14 og 15. Laserstråler fra jordiske teleskoper vil automatisk blive reflekteret af LRRR, og er det eneste apolloeksperiment der stadig er aktivt. Eksperimentet har påvist at Månen spiralerer væk fra Jorden med 38 mm per år.

## Seismometer
Apollo 11 til 16 (bortset fra Apollo 13) efterlod seismometre på måneoverfladen. De målte "måneskælv", der kan fortælle om Månens indre. Meteornedslag kunne ligeledes aflæses. Fra Apollo 13 af blev Saturn V-rakettens tredjetrin anvendt til at foretage seismiske sprængninger. Efter at rakettrinnet havde sendt Apollo-fartøjet mod Månen, blev det sendt på kollisionskurs med Månen. Da man kendte massen og hastigheden af rakettrinnet, kunne man beregne energimængden. Returmodulerne fra månelanderne blev ligeledes brugt til at kollidere med Månen, efter at astronauterne var kommet tilbage til Apollo-fartøjet.
Apollo 14 og 16 medbragte aktive seismiske eksperimenter. Geofoner blev stukket ned i månejorden, der målte fire granater der blev affyret fra en medbragt mortér. Astronauterne havde også en håndholdt thumper (krudtdreven brolæggerjomfru) med.
Apollo 11 opsatte PSEP (Passive Seismic Experiment Package), der var et soldrevet seismometer. PSEP målte i 21 døgn, fra opsætningen d. 21. juli 1969 til d. 27. august - minus månenatten 3.-18. august, hvor instrumentet var inaktivt.

## Varmeledningsevne
Hvis Månen var en død klode, ville der ikke trænge varme ud fra undergrunden. Scott og Irwin (Apollo 15) knoklede med at bore et tre meter dybt hul, for at måle varmeledningen. Imidlertid var overfladen for hård, så hullerne blev kun 1,6 m dybe. Det lykkedes for Charles Duke at nå de tre meter på Apollo 16-ekspeditionen. Desværre snublede hans kaptajn John Young i kablet, så ledningerne knækkede i stikket. Man fik dog materiale op fra tre meters dybde med hjem. Apollo 17's varmeledningseksperiment lykkedes fuldt ud.

## Magnetometer
Tre ortogonale magnetfelt-tranducere (fluxgates) målte hvordan solvinden påvirkede Månens eget magnetfelt. Periodisk blev transducerne kalibreret ved at lade dem røre hinanden. Apollo 12, 15 og 16 opstillede magnetometre.

## Solvindspektrometer
Syv Faraday-sensorer målte hastigheder og retninger af protoner, elektroner og heliumkerner fra solvinden. Da Månens svage magnetfelt ikke beskytter synderligt, kunne instrumentet måle små variationer af den 'rå' solvind.Apollo 12 og 15 opstillede solvindspektrometre.